# Diocèse de Tournai
Le diocèse de Tournai (en latin : Dioecesis Tornacensis) est un diocèse suffragant de l'archidiocèse de Malines-Bruxelles. Il a été constitué au VIe siècle et l'on comptait en 2004 près de 900 000 baptisés pour 1 279 467 habitants. La cathédrale Notre-Dame de Tournai est la cathédrale du diocèse. Cette église romane a été inscrite sur la liste du patrimoine mondial en 2000. La formation sacerdotale est dispensée au séminaire de Tournai. L'évêque actuel est Guy Harpigny.

## Histoire
Au VIIe siècle, saint Amand établit à Elnone une abbaye qui devient rapidement un centre de l’ordre bénédictin. Néanmoins, de 630 à 1146, le diocèse est rattaché à celui de Noyon dont il dépend et l’évêque est moins présent. En 1146 et jusqu’à la révision des diocèses de 1559, Tournai redevient un diocèse à part entière. Il était initialement suffragant de l'archidiocèse de Reims.
Le pouillé de 1331 renseigne onze doyennés, auxquels vint, dans le cours du XIVe siècle, s'ajouter un douzième, celui de Seclin, détaché de Lille, le 27 avril 1369. Ce sont :
- Archidiaconé de Tournai : doyennés de Tournai, Helchin, Courtrai, Lille (Seclin) ;
- Archidiaconé de Bruges : doyennés de Bruges, Oudenburg, Aardenburg ;
- Archidiaconé de Gand : doyennés de Gand, Roulers, Audenarde, Waes[3].

Le 12 mai 1559, le projet du roi d’Espagne et souverain des Pays-Bas, Philippe II, de réorganiser les évêchés des Pays-Bas aboutit à la promulgation de la bulle Super universas du pape Paul IV. Le diocèse de Tournai est alors amputé des archidiaconés de Gand et de Bruges, érigés en diocèses indépendants. Il perd un tiers de sa superficie, plus de 50% de ses paroisses. Le diocèse de Tournai devient suffragant de l'archidiocèse de Cambrai. Il perd par ailleurs une grande partie de son territoire, qui constitue dès lors les diocèses de Bruges et de Gand.
Après le concordat de 1801, le diocèse de Tournai devient suffragant de l'archidiocèse de Malines et son territoire est modifié afin de correspondre au département de Jemmapes, qui deviendra la province de Hainaut en 1815. Il est ainsi agrandi aux dépens de l'archidiocèse de Cambrai.

## Séminaire
Le séminaire de Tournai accueille plusieurs institutions et services du diocèse: l'Institut Supérieur de Théologie, une bibliothèque accessible au public, l'aumônerie des étudiants, la librairie religieuse Siloë, la médiathèque, le service des pèlerinages diocésains, Missio, le secrétariat diocésain de l'enseignement, l'Académie de musique Saint-Grégoire. Depuis 1808, l'imposant bâtiment de la rue des Jésuites est le lieu de formation des prêtres du diocèse de Tournai.